# Tunisfeldzug
Der Tunisfeldzug von 1535 war ein militärisches Expeditionsunternehmen des habsburgischen Spanien zur Eroberung des vom Osmanischen Reich kontrollierten Tunis. Das Ziel dieser Expedition lag im Rückgewinn der Kontrolle über die nordafrikanische Küste, um damit das westliche Mittelmeer dem Zugriff der Osmanen zu entziehen. Die Belagerung von Tunis war die erste von Kaiser Karl V. geführte offensive Operation gegen die Osmanen im Mittelmeer.
Die spanischen Habsburger verringerten durch die Eroberung von Tunis den seit den 1520er-Jahren gestiegenen osmanischen Expansionsdruck auf das zentrale und westliche Mittelmeer.

## Vorgeschichte
Der auslösende Grund für die Expedition war die Inbesitznahme von Tunis durch Khair ad-Din Barbarossa, einen mächtigen Korsaren, am 17. August 1534. Ein Jahr zuvor hatte Süleyman I. Khair ad-Din Barbarossa aus Algier abberufen, damit dieser eine große Kriegsflotte in den Werften von Konstantinopel errichtete. Insgesamt wurden während des Winters 1533/34 siebzig Galeeren gebaut, die mit Sklavenruderern bemannt wurden, darunter 1200 Christen. Mit dieser Flotte führte Barbarossa Flottenvorstöße entlang der italienischen Küste durch, die in die Eroberung von Tunis am 16. August 1534 mündeten und den lokalen Herrscher und von der spanischen Krone abhängigen Muley Hasan vertrieb. Barbarossa etablierte im Anschluss einen starken Flottenstützpunkt in Tunis, der als Basis für weitere Angriffe in der Region und auf das nahegelegene Malta genutzt werden konnte. Der vertriebene Sultan floh nach Spanien und bot Karl V. eine Allianz an, falls dieser ihm helfen würde. Karl V., zu dieser Zeit einer der mächtigsten Männer Europas, befand sich mit seinem Reich im Frieden mit den anderen europäischen Mächten und sah den Zeitpunkt als geeignet an, eine Demonstration seiner Macht zu geben. Auch konnte er die Besetzung von Tunis durch die Osmanen auf keinen Fall dulden, da zwischen Sizilien und der nordafrikanischen Stadt weniger als einhundert Seemeilen liegen und die Insel somit der permanenten Gefahr ausgesetzt gewesen wäre, von den Korsaren überfallen zu werden, ohne sie effektiv beschützen zu können.
Daher ließ Kaiser Karl V. noch im Herbst 1534 die ersten Vorbereitungen für eine militärische Intervention treffen und eine Armee mit etwa 30.000 Soldaten aufstellen. Auch wurde eine große Flotte aus Spanien und Portugal, bestehend aus 74 Galeeren (besetzt mit in Ketten gelegten Protestanten) und 300 Segelschiffen, aufgestellt. Darunter befand sich auch die Santa Anna, das größte Schiff der damaligen Zeit. Zur Flotte gehörte auch die portugiesische Galeone São João Baptista, die auch als Botafogo bekannt ist und mit 366 Bronzekanonen bestückt war. Die Flotte sammelte sich in Barcelona.
Die Expeditionsstreitmacht hatte das Ziel, die Osmanen aus der Region zu vertreiben. Die finanziellen Aufwendungen für Karl V. lagen bei einer Million Dukaten und damit auf derselben Höhe wie bei der Kampagne gegen Süleyman I. auf der Donau. Die Kampagne wurde durch zwei Millionen Gold-Dukaten finanziert, die Francisco Pizarro in Austausch für die Freiheit des Inkakönigs Atahualpa erhielt.
Trotz einer Aufforderung durch Karl V. weigerte sich der französische König Franz I., die Expedition zu unterstützen. Er rechtfertigte dies durch einen drei Jahre gültigen Waffenstillstand mit dem Osmanischen Reich, der 1533 nach Entsendung eines osmanischen Gesandten nach Frankreich abgeschlossen wurde. Franz I. führte zudem Verhandlungen mit Süleyman I. für eine vereinigte Attacke auf Karl V. Er stimmte lediglich der Forderung von Papst Paul III. zu, während der Expedition keinen christlichen Staat zu bekämpfen.
Am 2. März 1535 verließ Karl V. Madrid und traf am 3. April in Barcelona ein, wo sich nach einer Heerschau die vereinten Truppen des Kaisers, des Königs Johann III. von Portugal (unter Führung des Seefahrers António de Saldanha) und des genuesischen Fürsten Andrea Doria einschifften.
Karl V. brach Ende Mai 1535 mit seiner Flotte von Barcelona nach Sardinien auf, wo Kontingente des Papstes und des Johanniterordens sowie weitere deutsche, italienische und spanische Söldner zum Heer stießen. Die kombinierte Flotte machte inzwischen 100 Galeeren und 300 Transportschiffe aus und stand unter dem Kommando Andrea Dorias. Am 1. Juni 1535 wurde die osmanische Flotte zerstört.

## Feldzugverlauf

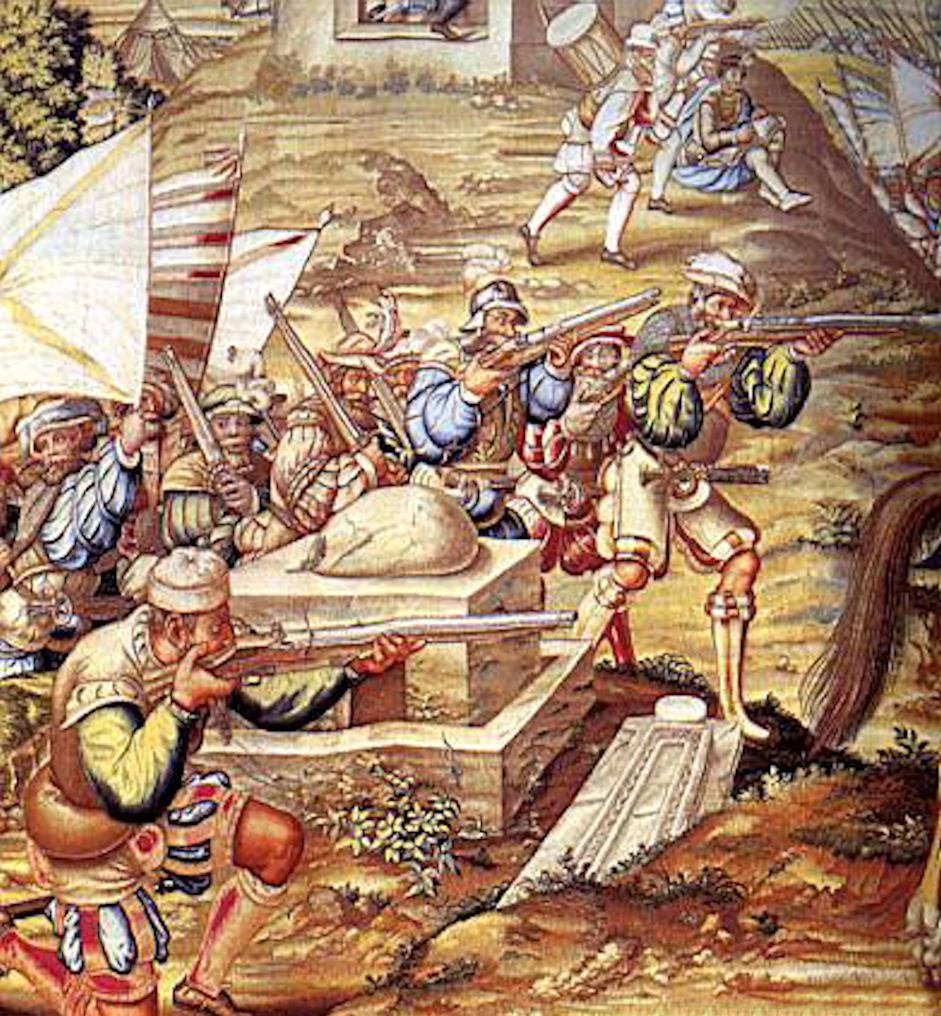
Kaiserliche Truppen bei der Eroberung von Tunis, Wandteppich von Jan Cornelisz Vermeyen, 1535

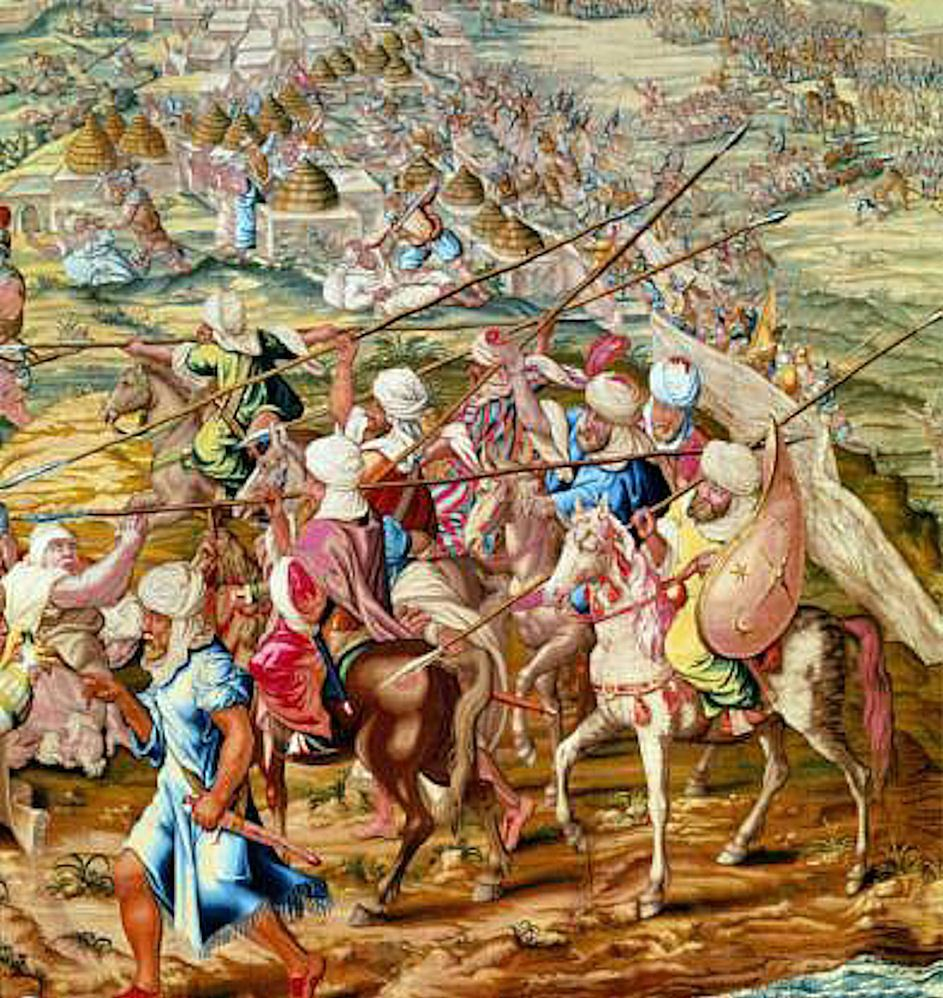
Osmanische Truppen bei der Eroberung von Tunis, 1535

Im Anschluss wurde die Überfahrt nach Nordafrika unternommen und am 15. Juni begann die Armee, etwa 25.000 Mann stark, die Festung La Goletta zu belagern. Bei der Belagerung waren auch die Ritter des Johanniterordens von der Insel Malta beteiligt. Der Besitz der Festung La Goletta sicherte die Kontrolle des Hafens von Tunis. Nach einem dreiwöchigen Bombardement wurde La Goletta am 14. Juli erstürmt.
Die Armee zog dann über Land weiter gegen Tunis. Unterwegs wurde das Expeditionsheer von den Truppen Barbarossas angegriffen. Die christliche Kavallerie war der moslemischen überlegen, so dass Barbarossas Armee am 20. Juli geschlagen wurde. Dies löste noch am selben Tag eine Revolte von zwölftausend christlichen Gefangenen in der Stadt aus, wodurch die Situation für Khair ad-Din Barbarossa immer hoffnungsloser wurde und er sich gezwungen sah, die Stadt aufzugeben und sich nach Bône abzusetzen. Zwar war die Meuterei der Sklaven ausschlaggebend für den Sieg Karls V.; daneben trug der Kampfeinsatz der Johanniterritter erheblich zum Sieg bei.
Karl V. versäumte es jedoch, in der Stunde des Sieges Khair ad-Din nachzusetzen und ihn mit der überlegenen spanischen Flotte auf dem Schlachtfeld zu stellen und zu besiegen. Dass dies nicht geschah, ist entweder auf den Umstand zurückzuführen, dass Tunis zu einer dreitägigen Plünderung freigegeben wurde oder dass Karl seine Truppen nicht für einen erneuten Krieg gegen Khair ad-Din für fähig hielt. An den Plünderungen beteiligten sich alle christlichen Soldaten, Söldner und Sklaven einschließlich der Johanniterritter. Doch anstatt sich wie auf Seiten der Spanier vermutet in die Levante zurückzuziehen, stach Khair ad-Din zum Gegenschlag mit fünfzehn Galeoten aus Bône auf nordwestlichem Kurs in Richtung der Balearen in See. Während Andrea Doria auf Befehl Karls V. die nordafrikanische Küste nach ihm absuchte, griff Barbarossa mit seiner Flotte die im Norden der Insel Menorca gelegene Hafenstadt Maó an, nahm sechstausend Soldaten gefangen und eignete sich noch eine Menge an Geschützen an, als Ersatz für die in der Schlacht um Tunis verloren gegangenen Kanonen.

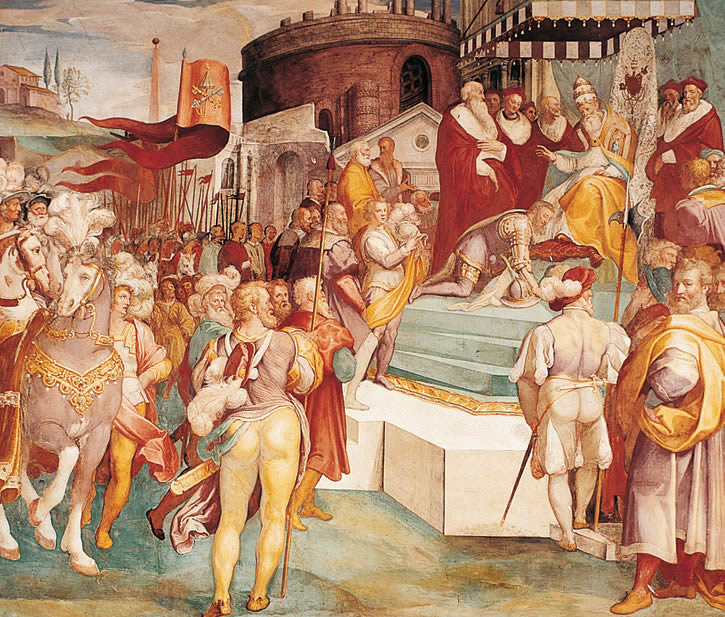
Karl V. überbringt Papst Paul III. die Nachricht von der siegreichen Einnahme von Tunis

## Folgen

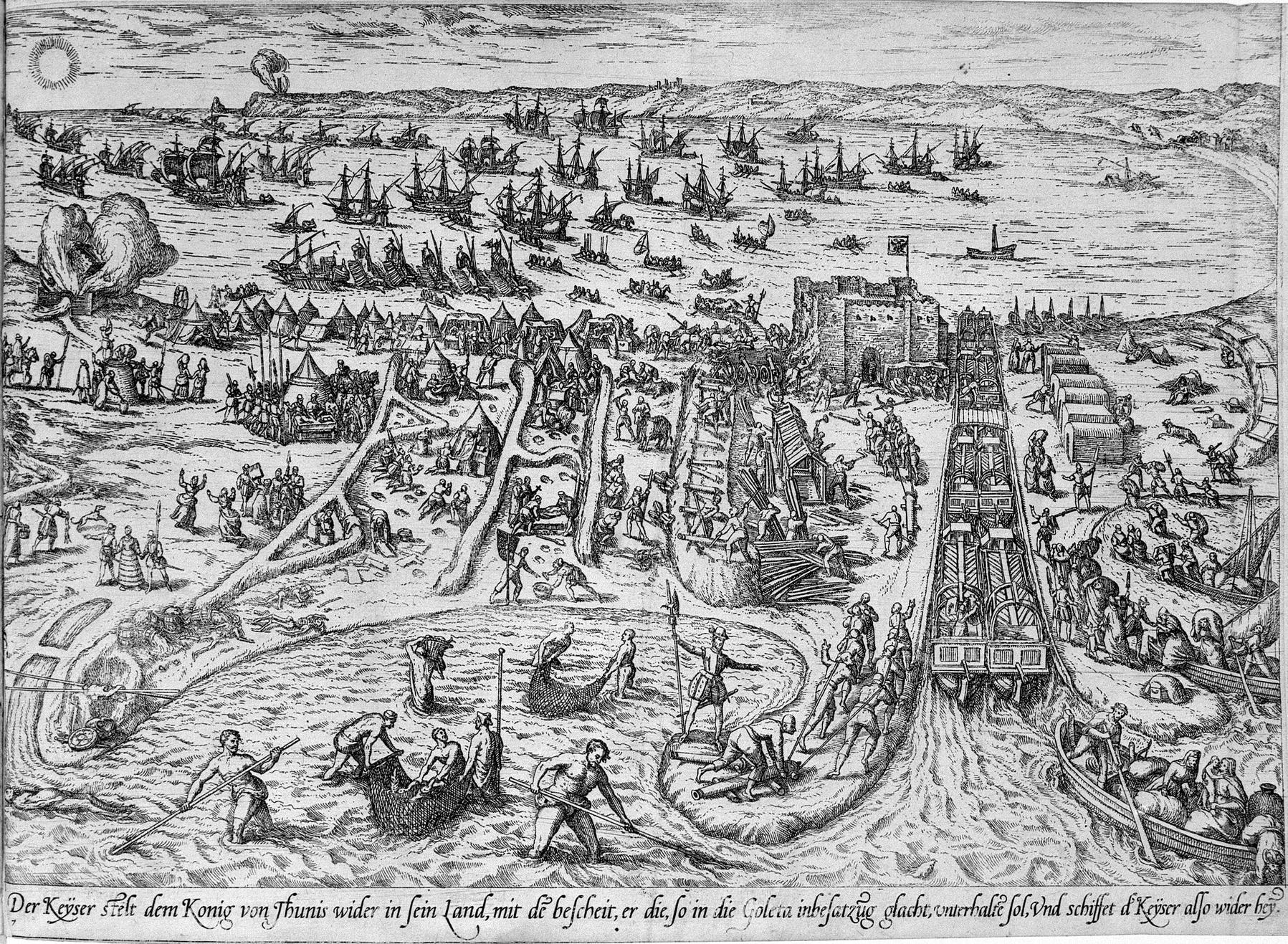
Der Kaiser setzt dem König von Tunis wieder in sein Land ein. (zeitgenössische Radierung von Frans Hogenberg)

Das sich anschließende Massaker in der Stadt Tunis kostete geschätzten 30.000 Zivilisten das Leben. Barbarossa schaffte es mit einer mehreren Tausend Mann starken Truppe, nach Algier zu fliehen.
Muley Hasan wurde reinthronisiert. Der Leichengeruch war so stark, dass Karl V. bald Tunis verließ und sein Lager in Radès aufschlug. Am 19. August trat Karl V. den Heimweg über Sizilien und Neapel an.
Muley Hasan, der König von Tunis und Vasall Karls V., den der Habsburger wieder eingesetzt hatte, wurde 1542 von seinem Sohn entmachtet. Drei Jahre nach der Niederlage in Tunis herrschte Barbarossa wieder nahezu über das ganze Mittelmeergebiet. Tunis stellte zunächst keine Gefahr mehr für den christlichen Schiffsverkehr durch die Meerenge von Sizilien dar. Doch trotz des vorläufigen Verlustes von Tunis, das 1574 wieder von den Osmanen zurückerobert werden sollte, gelang es Khair ad-Din, sich in Algerien zu behaupten und die Stämme des Hinterlands zu unterwerfen sowie seine Eroberungen im Mittelmeer fortzusetzen. Die endgültige Einnahme von Tunis 1574 durch die siegreichen Osmanen bedeutete die Entscheidung zugunsten der Osmanen im Konflikt um die Hegemonialmacht in Nordafrika.

## Tapisserie von Willem de Pannemaker
Als Kaiser Karl V. zu seinem Feldzug nach Tunis aufbrach, ließ er sich von den Malern Jan Cornelisz Vermeyen und Cornelis Anthonisz. begleiten. Sie dienten als Zeichner seiner Feldzüge. Von 1545 bis 1548 wurden Kartons für Wandteppiche im Auftrag Marias von Ungarn, der Schwester des Kaisers von Vermeyen angefertigt.  Der Hoftapessier Willem de Pannemaker setzte diese dann in zwölf Tapisserien um.

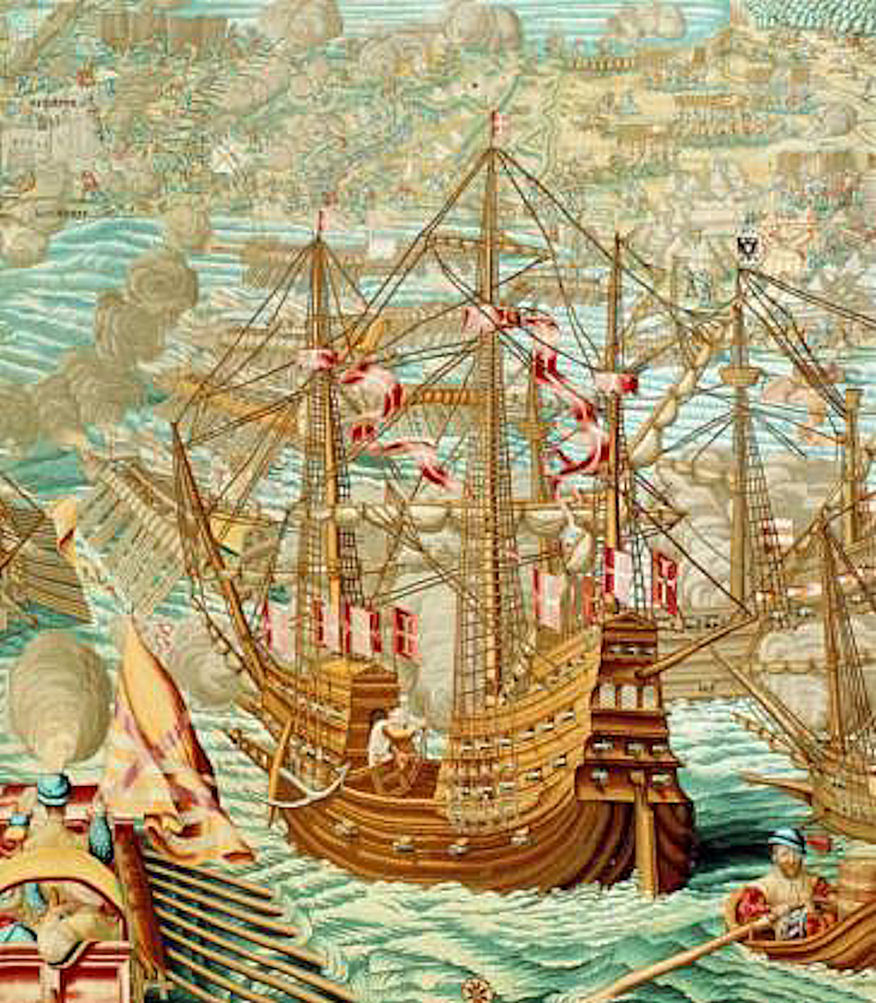
Bombardment von La Goletta.
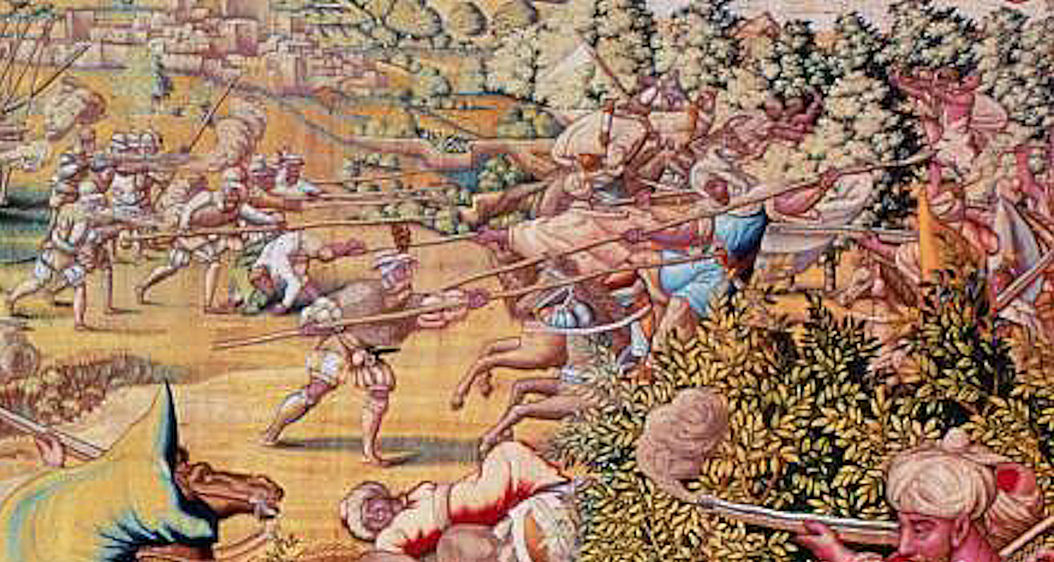
Attacke auf La Goletta.
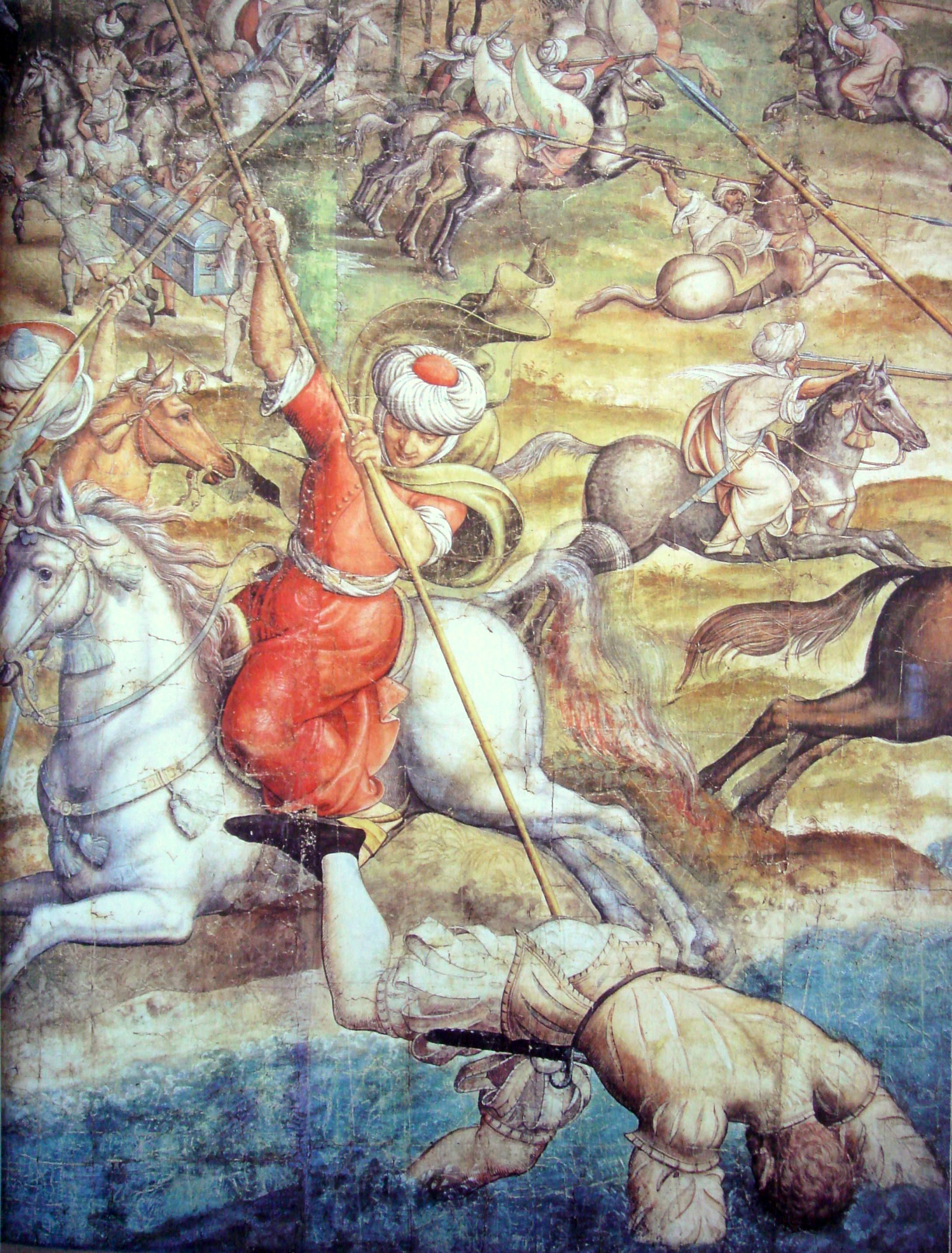
Schlachtgeschehen von Tunis, 1535.
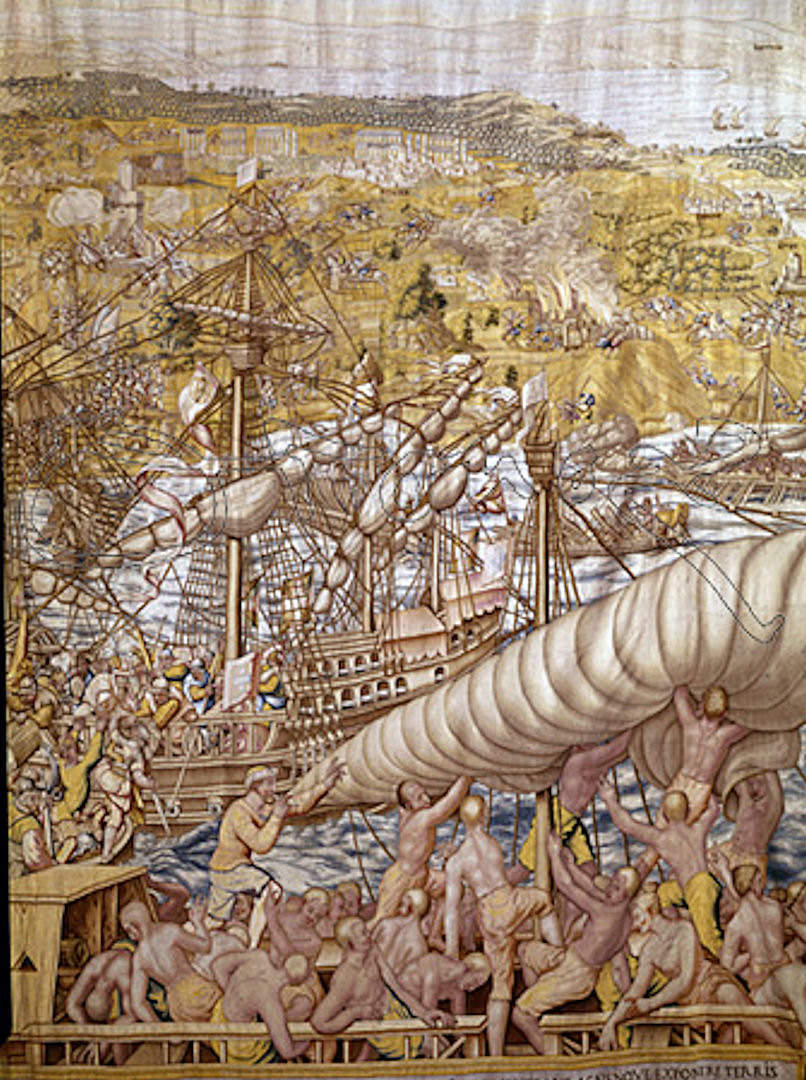
Befreiung der 20.000 christlichen Sklaven

## Literarische Verarbeitung
In seiner Hexameter-Dichtung Tunisias. Ein Heldengedicht in zwölf Gesängen (letzte Fassung 1826) unternahm Johann Ladislaus Pyrker den Versuch, quasi ein „Nationalepos der Christenheit“ zu verfassen; die Rezeption ist zwiespältig und reicht von „alles hat Leben, Bewegung, feste, sichere Charakteristik. Die Beschreibungen der Jagden, Schlachten, Zeit- und Ortsverhältnisse sind kräftig und anschaulich, größtentheils meisterhaft, immer erhaben, und dabey treten sie nirgends vor, immer sind sie der Hauptsache untergeordnet“ bis „die Kampfschilderungen sind ohne Anschauung, ohne Leben und Kraft; wüstes Wortgepolter malt die unaufhörlichen Gewitter; am besten ist ihm noch die Sturmbeschreibung in der Tunisias gelungen. In der Darstellung des täglichen Lebens wird er leicht geschmacklos […] So fällt er oft und leicht aus dem Erhabenen ins Lächerliche.“.